# Isobuttersäure
Isobuttersäure ist eine chemische Verbindung, die in der Kosmetikindustrie und Lebensmittelindustrie als Zusatzstoff und allgemein in der chemischen Industrie als Zwischenprodukt verwendet wird. Sie ist ein Isomer der Buttersäure.

## Gewinnung und Darstellung
Isobuttersäure kann unter anderem durch Oxidation von Isobutyraldehyd hergestellt werden.

## Verwendung
Isobuttersäure findet sich als Zusatzstoff in Kosmetika. Sie eignet sich als polares Lösemittel für verschiedene chemische Reaktionen. Die Salze der Isobuttersäure finden Anwendung in Textilhilfsmitteln, Gerbstoffen, Stabilisatoren sowie in Konservierungsmitteln. Als Zwischenprodukt kann Isobuttersäure zur Herstellung von Herbiziden sowie von Lack- und Kunststoffrohstoffen dienen. Die Ester der Isobuttersäure mit monofunktionellen Alkoholen finden als Duft- und Aromastoffe Verwendung (z. B. zeigen manche der Verbindungen einen ananasähnlichen Geruch).

## Sicherheitshinweise
Dämpfe verursachen Reizung der Augen, der Atemwege, der Lunge sowie der Haut, narkotische Wirkung durch hohe Konzentrationen. Kontakt mit der Flüssigkeit reizt stark die Augen und die Haut.